# Splinter (2008)
Splinter is een Amerikaanse horrorfilm uit 2008 onder regie van Toby Wilkins. De productie won prijzen voor beste film, beste regie, beste montage, beste grime, beste filmmuziek en beste special effects op het horrorfilmfestival Screamfest 2008 en werd genomineerd voor een Saturn Award voor beste horrorfilm.

## Verhaal
Een klein, schijnbaar vol splinters zittend diertje valt de pompbediende van een tankstation aan. Hij valt en zijn lichaam begint te schokken. 
Seth Belzer en Polly Watt willen samen gaan kamperen in de bossen, maar worden slachtoffer van een carjacking door Dennis Farell en Lacey Belisle. Die nemen het stel in gijzeling en dwingen hen om ze te vervoeren. De auto krijgt echter een lekke band en de vier gaan daarom lopend op weg naar het dichtstbijzijnde tankstation. Onderweg blijken allerlei afwijkend ogende, met splinters bezaaide beestjes het op ze voorzien te hebben. De vier kunnen maar net de deuren van het tankstation achter zich dichtdoen voor er iemand gewond raakt. Daarmee zijn ze opgesloten in een broodnodige schuilplaats tegen met een parasiet geïnfecteerde aanvallers, die steeds groter en talrijker worden.
Binnen treft Lacey het lichaam van de inmiddels volledig geïnfecteerde pompbediende. Nadat hij haar vermoordt, verandert ook zij in eenzelfde mengeling van parasiet en menselijk omhulsel die de schuilende groep aanvallen. Bovendien blijkt elk deel van de geïnfecteerde mensen en dieren ook zelfstandig te kunnen aanvallen nadat Seth, Polly en Dennis het van het oorspronkelijke lichaam scheiden.

## Rolverdeling
- Charles Baker - Blake Sherman Jr.
- Jill Wagner - Polly Watt
- Paulo Costanzo - Seth Belzer
- Shea Whigham - Dennis Farell
- Rachel Kerbs - Lacey Belisle
- Laurel Whitsett - Sheriff Terri Frankel